# إيرين بيوتروفسكي
إيرين بيوتروفسكي (بالليتوانية: Irene Piotrowski) هي عداءة سريعة ليتوانية وكندية، ولدت في 9 يوليو 1941 في سكودفيله في ليتوانيا.

## وصلات خارجية
- إيرين بيوتروفسكي على موقع الاتحاد الدولي لألعاب القوى (الإنجليزية)
- إيرين بيوتروفسكي على موقع اللجنة الأولمبية الدولية (الإنجليزية)
- إيرين بيوتروفسكي على موقع أوليمبيديا (الإنجليزية)
- إيرين بيوتروفسكي على موقع اللجنة الأولمبية الكندية (الإنجليزية)
- إيرين بيوتروفسكي على موقع قاعة كولومبيا البريطانية للمشاهير الرياضية (الإنجليزية)